# 크리스티나 크로포드
크리스티나 크로포드(Christina Crawford, 1939년 6월 11일 ~ )는 미국의 배우, 저자, 소설가, 연극 배우, 텔레비전 배우, 작가, 영화배우이다.
로스앤젤레스에서 태어났다.

## 영화
- 존경하는 어머니 (1981년)
- 얼굴들 (1968년)
- 포스 오브 임펄스 (1961년)
- 와일드 인 더 컨트리 (1961년)